# Sinognathus
Sinognathus is een geslacht van uitgestorven gomphodonte cynodonten uit de Ermayingformatie uit het Midden-Trias van China. 
Het type en de enige soort is Sinognathus gracilis, die in 1959 werd benoemd door de Chinese paleontoloog Yang Zhongjian ('C.C. Young'). De geslachtsnaam betekent 'Chinese kaak'. De soortaanduiding betekent 'de lichtgebouwde'.
Het holotype is IVPP V 2339, een schedel met onderkaken gevonden bij Shibi, in Wuxiang, in Shanxi.